# Sandra Pavón
Sandra Carolina Pavón (Buenos Aires, 1º giugno 1985) è un'ex cestista argentina.

## Carriera
Con l'Argentina ha disputato due edizioni dei Campionati mondiali (2006, 2010) e sei edizioni dei Campionati americani (2003, 2005, 2007, 2009, 2011, 2015).